# Chang International Circuit

Chang International Circuit eller Buriram International Circuit är en 4,6 kilometer lång racerbana utanför Buriram i provinsen Buriram i Thailand. Banan stod klar 2014. Den används bland annat för roadracing på världsmästerskapsnivå; i Superbike sedan 2015 och MotoGP sedan 2018.